# Jénine
Jénine (en arabe : جنين) est une ville palestinienne, capitale du gouvernorat de Jénine en Cisjordanie occupée, et un important marché agricole. Le nom de Jénine désigne également le district auquel la ville appartient dans son ensemble et le camp de réfugiés de Jénine.
Cette ville, qui est sous l'administration de l'Autorité palestinienne depuis l'application des accords d'Oslo de 1994, dispose d'une autonomie relative. L’État d'Israël maintient une occupation illégale aggravée par de lourdes atteintes aux civils et par l'expansion de colonies de peuplement selon l'Organisation des Nations unies,,. Israël s'octroie également le contrôle total de l'espace aérien et de la circulation monétaire.

## Noms
À travers l'histoire, Jénine connaît plusieurs appellations : Gina, Ginae ou Ein-Jenin.

## Histoire
Jénine est une localité existant depuis l'Antiquité. Dans la Bible, le Livre de Josué cite Ein Ganim, fondée par la tribu d'Issachar, que des historiens assimilent à l'actuelle Jénine.

### Durant l'Antiquité
Au Ier siècle, l'historien Flavius Josèphe mentionne Ganim[citation nécessaire] comme un village juif située dans le nord de la Samarie, en Palestine dans l'Empire romaine.
La ville était peuplée seulement de Samaritains lors de la période romaine car, peu loin, se trouve le mont Garizim qui est le lieu saint de la communauté samaritaine,[citation nécessaire].

### En Palestine, dans l'empire ottoman
La Palestine fait partie de l'Empire ottoman durant plusieurs siècles. Jénine appartient à une de ses provinces, « Jabal Nablus », Naplouse traditionnelle. À la fin du XIXe siècle, c'est une capitale de district avec un petit bazar, une mosquée appelée « Ezz ed Din » au nord de la ville, où les maisons de pierre abritent environ 3 000 personnes majoritairement musulmanes et deux familles catholiques.[réf. nécessaire]
Jénine est conquise par les troupes françaises en 1799 lors de la campagne d'Égypte. Après la bataille, Napoléon ordonne à son armée d’incendier et de piller la ville en représailles de l’aide apportée par ses habitants aux Ottomans.

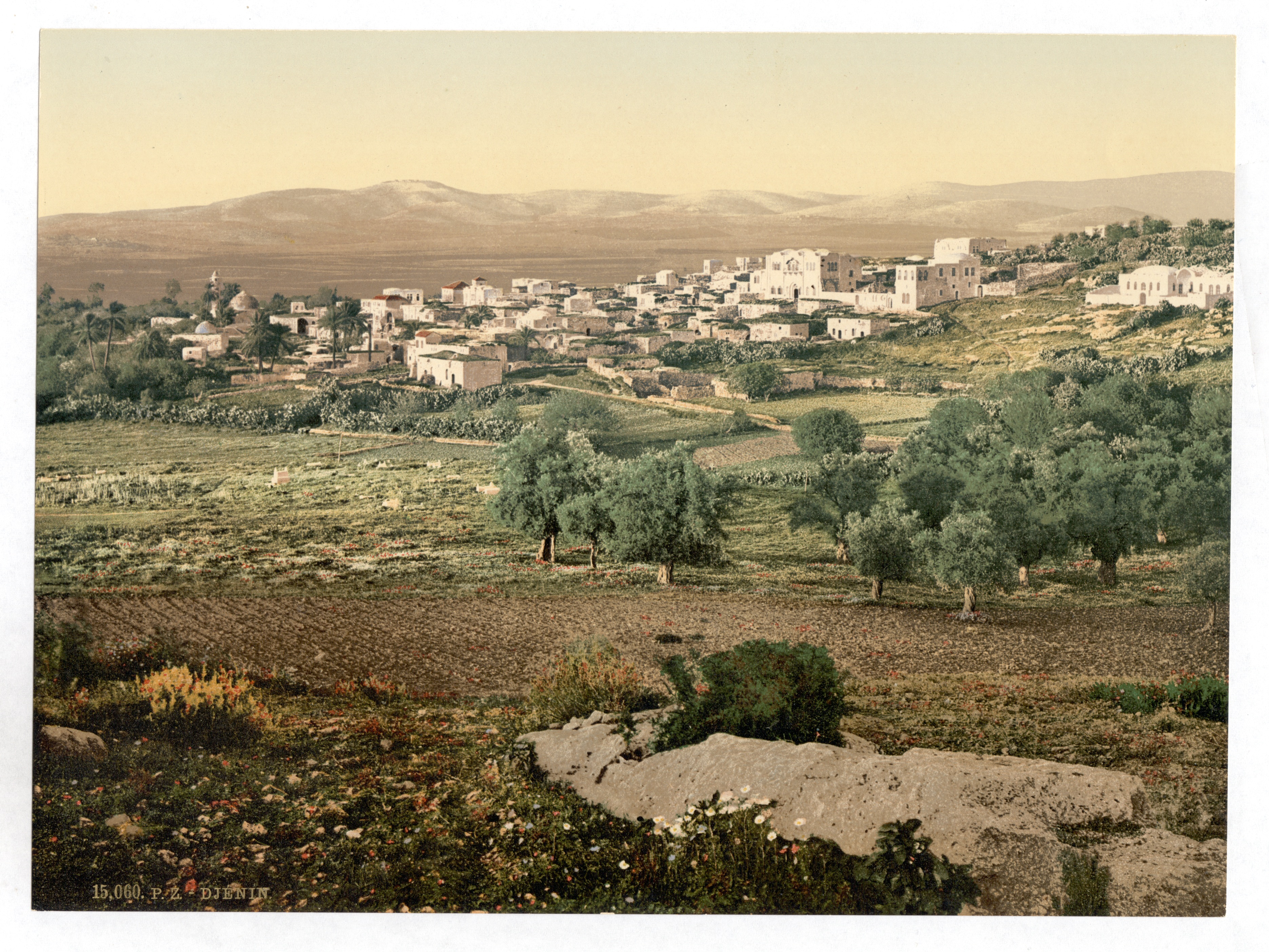
Jénine vers 1900.
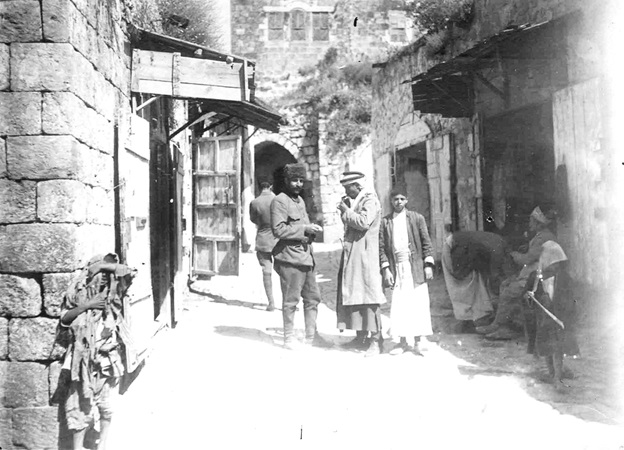
Rue de Jenine avec, au centre, un soldat ottoman, 1917.

La ville reste brièvement sous occupation égyptienne entre 1831 et 1840 puis redevient ottomane.

### Sous mandat britannique, révoltes arabes palestiniennes

Ruines de Jénine, 3 septembre 1938.

Sous mandat britannique à partir de 1918, le recensement de 1922 laisse apparaître une population variée composée de 2 637 personnes : 2 307 musulmans, 212 Hindous, 108 chrétiens, sept juifs et trois sikhs. En 1931, quatre juifs habitent à Jénine.
À partir de 1936, des habitants de Jénine se soulèvent contre les autorités britanniques, multipliant les manifestations et les mouvements de révolte. Ils réclament l’indépendance palestinienne, la fin du mandat britannique et la fin de l’immigration juive considérable et incontrôlée,.
En 1938, au lendemain de l’assassinat d’un haut commandant britannique dans son bureau de Jénine, une importante force britannique équipée d’explosifs et de dynamite pénètre à Jénine et rase environ un quart de la ville.
L’architecte de la ville, Henry Kendall, est sollicité pour concevoir une route de contournement, afin d'éviter les rapports entre les représentants de l'empire colonial britannique et les autochtones.
La révolte arabe prend fin en 1939 lorsque les responsables du mandat britannique publient un livre blanc promettant de réduire l’immigration juive en Palestine – et après l’assassinat ou l’arrestation de la majorité des leaders de la révolution palestinienne.

### La Nakba ou guerre arabo-israélienne

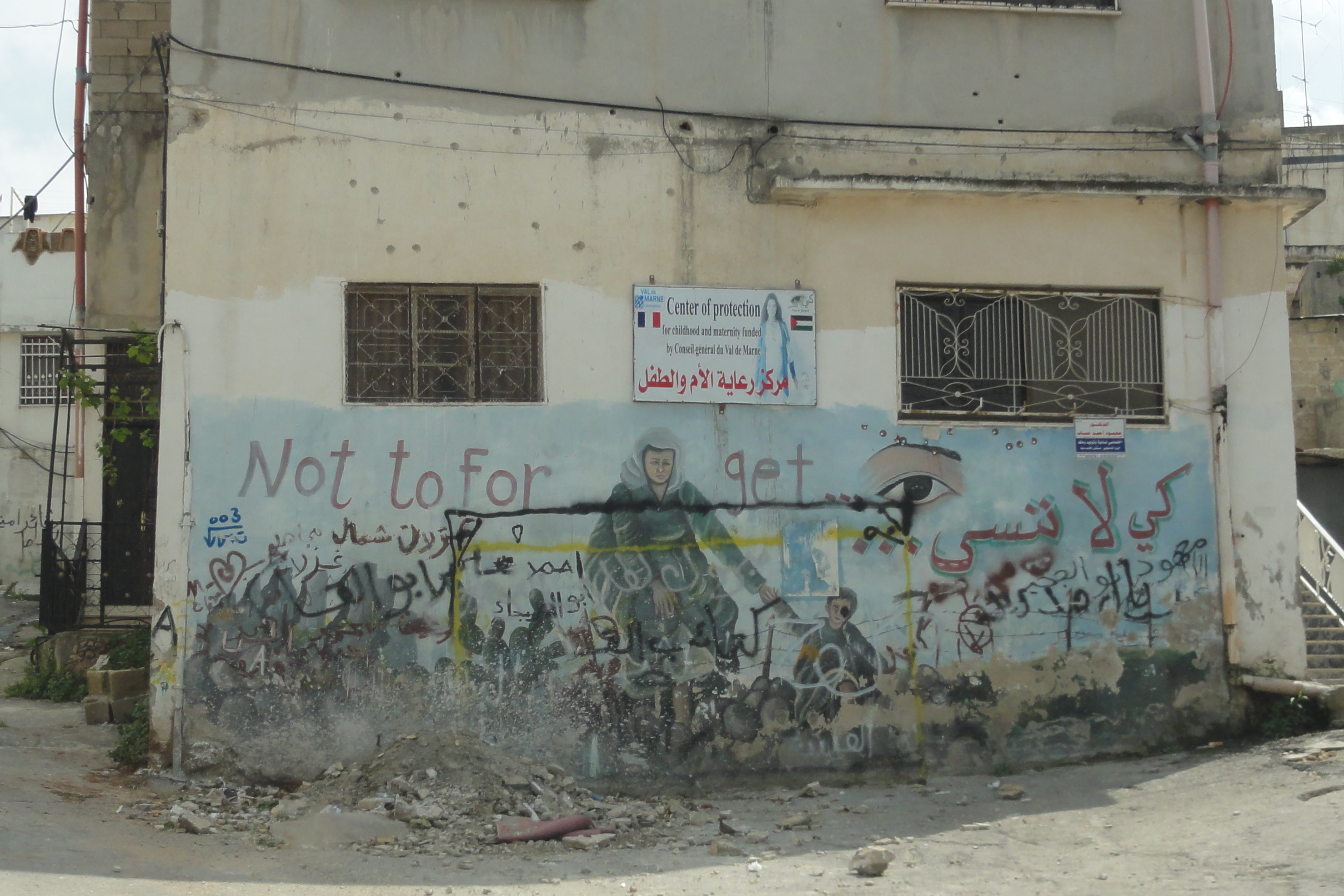
Le camp de réfugiés de Jénine.

En 1948, durant la guerre arabo-israélienne, aussi appelée la Nakba par les Palestiniens, Jénine est le théâtre d'affrontements. Tandis que l'Agence juive déclare l'établissement de l'État d'Israël, le 14 mai 1948, dernier jour du mandat britannique sur la Palestine des milliers de Palestiniens sont parallèlement tués ou chassés de chez eux par des groupes paramilitaires juifs. L’armée israélienne occupe alors brièvement Jénine. La plupart des habitants de Jénine sont contraints de fuir en raison des lourds bombardements de leur ville.
La ville est défendue par l’armée irakienne et des volontaires palestiniens. La population civile, qui avait fui temporairement avant la bataille, retourne en ville. En 1949, Jénine passe sous contrôle jordanien.
Un camp de réfugiés palestiniens sous l'égide de l'UNRWA est installé en 1953 à Jenine pour accueillir temporairement des réfugiés palestiniens, venant notamment de Haïfa, expulsés lors de la guerre de 1948 par des milices sionistes. Sa superficie actuelle est de 0,42 kilomètre carré et compte plus de 23 000 réfugiés. Le camp de réfugiés de Jénine est le théâtre de souffrances considérables pour ses habitants selon l'UNRWA. Ce camp est évoqué dans le roman de Susan Abulhawa, The Scar of David, publié en 2006

### Occupation et colonisation israéliennes
En 1967, lors de la guerre des Six Jours, Jénine passe sous occupation israélienne. La même année, l'ONU condamne fermement l'occupation et la qualifie d'illégale, exigeant le retrait des forces armées israéliennes des territoires occupés.
De 1967 à 2022, l'ONU émet onze résolutions condamnant l’occupation de la Cisjordanie, incluant Jénine, et les atteintes aux civils.
En plus de l'occupation, la colonisation des territoires palestiniens occupés s'étend dans toute la Cisjordanie, incluant le gouvernorat de Jénine. Les colons spolient des terres et forment des colonies en toute illégalité selon le droit international, soutenus par l'armée israélienne.
Un système d'apartheid est également mis en place par Israël, sur l'ensemble de ses territoires mais également sur les territoires palestiniens occupés incluant Jénine, visant à favoriser les Israéliens juifs aux dépens de la population palestinienne. Ce système donne lieu à la création d’un régime juridique et administratif distinct entre Palestiniens et colons israéliens juifs visant à contrôler les territoires occupés en favorisant ces derniers,,.[source insuffisante]
Les accords d'Oslo II prévoient de découper la Cisjordanie en trois zones (A, B, C) où les contrôles israélien et palestinien s’appliqueraient de façon différente durant une durée limitée de 5 ans au terme desquels devait exister un État palestinien souverain. La ville de Jénine, comme les autres grandes villes palestiniennes de Cisjordanie, fait alors partie de la zone A pour laquelle est prévue un contrôle civil et militaire palestinien durant cette période. Les communes rurales aux alentours font partie de la zone B pour laquelle est prévue un contrôle civil palestinien et un contrôle militaire conjoint israélo-palestinien.
L’esprit d’Oslo aurait supposé, durant les cinq ans d’autonomie, une évacuation militaire de l’immense majorité des territoires palestiniens occupés ; il n’en est rien. La vie quotidienne des Palestiniens a empiré à mesure que les barrages se sont multipliés, empêchant notamment les habitants de Jénine de se rendre à Jérusalem. En 2000, au moment des négociations sur le statut final, l’Autorité palestinienne administrait de façon limitée des territoires morcelés éparpillés sur 40 % de la Cisjordanie dont fait partie Jénine. Israël continue actuellement à coloniser ces territoires palestiniens.

#### Offensive israélienne à Jénine: «Massacre de Jénine», ou «Opération Rempart»

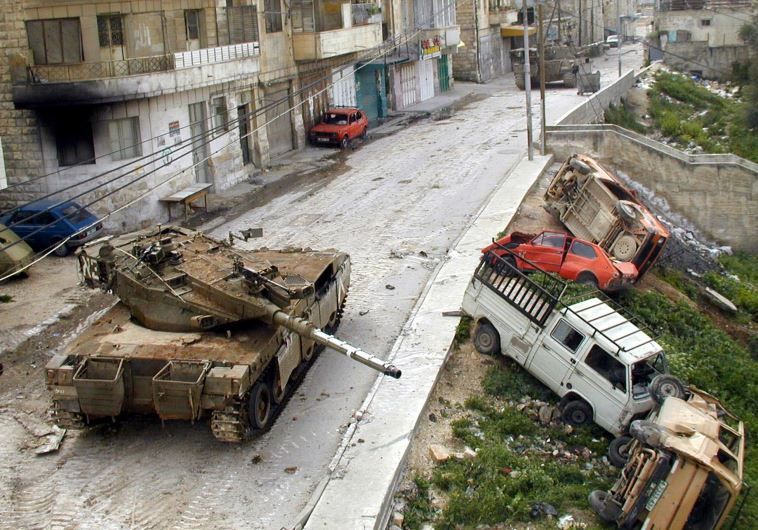
Chars israéliens dans les rues de Jénine en avril 2002.

Le 3 avril 2002, Israël lance l'opération Rempart. L'armée israélienne prend d'assaut le camp de réfugiés de Jénine. L'opération va durer jusqu'au 19 avril 2002. Selon le premier ministre israélien, Ariel Sharon, l'objectif d'Israël est « d'extirper le terrorisme » et de « finir le travail ». Cette offensive fait suite à une série d'homicides d'Israéliens perpétrés par des groupes armés palestiniens pendant le mois de mars.
L’armée israélienne impose un siège total en coupant l’accès à l’eau, à la nourriture, à l’électricité aux civils palestiniens et en interdisant au personnel médical de pénétrer dans la ville, tout en procédant à des bombardements aériens et à des tirs d’artillerie.
De très violents combats ont eu lieu entre l'armée israélienne occupant la ville et trois organisations armées palestiniennes : le Hamas, le Jihad islamique palestinien et les Brigades des martyrs d'Al-Aqsa.
Selon le quotidien israélien Yédiot Arharonot, l’armée israélienne est parvenue à entrer dans le camp, à l’issue de cinq jours de raids meurtriers équipés « de chars, de fantassins, appuyés par des hélicoptères Apache ». Jénine fait partie des secteurs déclarés « zones militaires fermées » par les autorités militaires israéliennes et coupé du monde extérieur. Un quartier entier du camp, le quartier de Haouachine, qui comptait quelque 150 maisons, est entièrement rasé au bulldozer,.
Amnon Kapeliouk, journaliste franco-israélien de Jérusalem, qualifie l'assaut de crime de guerre et, quand il se rend sur les lieux, écrit à la suite : « Le paysage défie toute description. Une incarnation de l’horreur, une vision d’après ouragan. » Concernant les habitants à la suite de l'assaut il écrit également : « Des femmes, des vieux, des enfants, des hommes errent dans les décombres, à la recherche de leurs proches ensevelis. Un homme de trente ans creuse la terre avec une pelle, tandis que son fils dégage les débris avec ses mains. Ils espèrent trouver les membres de leur famille qui y ont été enterrés vivants ».
Plusieurs historiens et médias parlent de « massacre de Jenine » (dont le « Jeningrad » de Yasser Arafat ou le documentaire Jenin, Jenin), tandis que les autorités israéliennes déclarent que l'opération aurait causé la mort de 52 Palestiniens, majoritairement des civils, et 23 Israéliens,,. De source palestinienne, l'offensive a fait plus de 200 morts parmi les habitants de la ville et des centaines d'habitations ont été détruites.
Amnesty International publie à la suite de l'opération un rapport, concluant que les FDI avaient mené à Jénine des opérations constituant des violations des normes relatives aux droits humains et des principes du droit international humanitaire. Le rapport décrit et recense un certain nombre d'exactions commises par l'armée israélienne sur les Palestiniens de Jénine : homicides illégaux, destruction injustifiée de biens après la fin des opérations militaires, blocage des ambulances et privation d'aide humanitaire ainsi qu'utilisation de civils palestiniens pour mener des opérations militaires ou comme bouclier humain. À noter aussi, le recours à la torture ou à d'autres traitements cruels, inhumains ou dégradants à l'encontre des personnes placées en détention arbitraire lors de rafles massives perpétrées durant l'opération.
Après l'opération Rempart, l'office de secours des Nations unies pour les Palestiniens, l'UNRWA a entrepris la reconstruction des habitations démolies par l'armée israélienne à Jénine.

#### Construction du Mur/Barrière
En 2022, en Cisjordanie, Israël débute officiellement la construction d'un mur/barrière d'apartheid ou de « séparation » selon Israël. Ce mur/barrière construit de façon illégale ne suit pas le tracé de la Ligne Verte, mais empiète dans une large mesure sur les terres palestiniennes, annexant de facto 11,9 % de la Cisjordanie, incluant des territoires du gouvernorat de Jénine. Le mur a ainsi permis à Israël de s'approprier davantage de terres palestiniennes mais également de s'approprier davantage de ressources palestiniennes en annexant des aquifères stratégiques, des terres agricoles et des champs d'oliviers.
Pour les habitants de Jénine, se déplacer à l’intérieur des territoires palestiniens occupés est difficile, chronophage et soumis aux considérations stratégiques israéliennes qui donnent priorité aux colonies juives et aux infrastructures correspondantes. Israël a imposé un blocus complet des déplacements de la population palestinienne en Cisjordanie à la suite de la deuxième intifada en 2000. Ce blocus est toujours en vigueur sous diverses formes. Les Palestiniens de Jénine, comme ceux du reste des territoires palestiniens occupés, sont soumis à  des centaines de postes de contrôle militaires israéliens, des monticules de terre et des barrages routiers, en sus des routes bloquées et du mur/barrière sinueux.
Le mur a isolé des localités palestiniennes du gouvernorat de Jénine, les piégeant dans des enclaves appelées « zones charnières », forçant leurs habitants à obtenir des autorisations spéciales pour entrer et sortir de chez eux, et à en obtenir d’autres pour accéder à leurs parcelles agricoles.

#### Conséquences sur l'économie et les conditions de travail
Selon le Bureau palestinien de la statistique, les restrictions de déplacements imposées par Israël en Cisjordanie se soldent par la perte annuelle de 60 millions d’heures de travail soit l’équivalent de 274 millions de dollars des États-Unis.
La colonisation israélienne et les restrictions draconiennes du droit à circuler librement ont des conséquences particulièrement néfastes sur l’agriculture. Avant 1967, le secteur agricole employait environ un quart de la main-d’œuvre en Cisjordanie et contribuait à hauteur d’environ un tiers à son PIB et à ses exportations. À la suite de l’occupation, les autorités israéliennes ont privé les palestiniens de Cisjordanie et leur économie de 63 % des terres les plus fertiles (plus d'un million d'oliviers) et propices à l’élevage dans la Zone C par la construction de colonies et du mur/barrière, et par la limitation stricte de leurs déplacements, les empêchant ainsi d’accéder à leurs terres.
Les agriculteurs du gouvernorat de Jénine souhaitant accéder à leurs terres agricoles dans la « zone charnière » doivent obtenir des autorisations militaires, qui doivent être fréquemment renouvelées auprès des autorités militaires israéliennes. À peine 45 % des demandes sont acceptées à Jénine. L'obtention d’une autorisation impose de satisfaire les critères de sécurité imposés par Israël, ceux-ci sont peu explicités et les refus rarement justifiés. Comme il est impératif de présenter un titre nominatif de propriété, les bénéficiaires des permis accordés sont souvent des propriétaires très âgés, qui ne sont plus en capacité d’exploiter eux-mêmes leurs terres. Les fermiers se voient également contraints de moduler leur façon de produire en se contentant des rares machines agricoles autorisées à franchir les portes agricoles. En effet, pour les personnes qui parviennent à obtenir ces autorisations, l’accès n’est possible qu’à pied et en passant par les portails agricoles spécifiés sur les autorisations. Dans ces conditions, beaucoup d’agriculteurs renoncent à déposer une demande de « permis visiteur », soit par principe, soit par découragement. Finalement, 60 % des familles propriétaires de terres n’y ont plus accès depuis la construction du mur.

#### Assauts israéliens réguliers
Bastion des groupes armés de Cisjordanie, Jénine est le symbole de la lutte palestinienne contre l’occupation israélienne. L’armée israélienne y mène des opérations militaires qu’elle qualifie d’« antiterroristes », disant viser des « cellules terroristes du Hamas et du Jihad islamique ».
La journaliste Shireen Abu Akleh est tuée par l'armée israélienne le 11 mai 2022 alors qu’elle couvrait une incursion israélienne. Les raids israéliens à Jénine ont tué 55 personnes Jénine en 2023.
Le 26 janvier 2023, l'armée israélienne effectue un raid, tuant neuf personnes, dans le camp de réfugiés de la ville,. Le 6 mars, un autre raid fait six morts parmi les Palestiniens,.
Le 19 juin, 6 autres Palestiniens sont tués et 91 blessés, dont une vingtaine dans un état grave ou critique, lors d'une nouvelle attaque israélienne. Le Croissant-Rouge palestinien a accusé l’armée israélienne d’empêcher les ambulances d’accéder aux blessés. L’une d’elles a même été heurtée par un véhicule israélien. En réaction, une grève générale a été déclarée en Cisjordanie, alors que le porte-parole du président palestinien a condamné des « massacres incessants ». Le 21 juin, trois militants palestiniens sont tués dans une attaque de drones israéliens,.
Le 2 juillet, douze Palestiniens sont tués et une centaine d'autres sont blessés dont quinze sévèrement dans un nouveau raid israélien,. Le camp de réfugiés a notamment été bombardé par drones, tandis que des troupes d'infanterie attaquaient au sol, avec l'appui de blindés légers et lourds. Plusieurs milliers de personnes fuient le camp. Un tué - un sous-officier - a été constaté du côté israélien, lors du retrait des forces israéliennes.
Le 19 septembre, quatre personnes sont tuées dans un raid de l'armée israélienne.
Dans le cadre de la guerre de Gaza, la ville est le théâtre de raids réguliers depuis octobre 2023. Au moins 69 Palestiniens, dont quinze enfants, ont été tués à Jénine entre le 7 octobre et la mi-décembre, et plusieurs centaines arrêtés. Une grande partie des routes et des infrastructures ont été détruites par les bulldozers israéliens.
Douze personnes sont mortes et vingt-cinq ont été blessées dans une opération de l’armée israélienne entre le 21 et le 23 mai 2024. Alors que les raids visent habituellement les membres des mouvements armés palestiniens, celui-ci aurait visé indistinctement la population civile selon les autorités médicales, qui comptent parmi les tués « un docteur, un professeur, des étudiants et des enfants ». Cinq jeunes hommes sont tués dans une frappe de drone le 4 juillet.
Le 28 août 2024, l'armée israélienne lance une vaste offensive sur le camp de Jénine, pilonnant le camp et les alentours pendant dix jours. Au moins 26 habitants sont tués, dont cinq enfants. En parallèle, les villes de Tubas, de Naplouse et de Tulkarem sont également attaquées. Cet assaut porte à 187 le nombre de personnes tuées par l'armée israélienne à Jénine depuis le 7 octobre 2023.
Le 14 octobre 2024, deux jeunes palestiniens sont tués par balles au cours d'un raid israélien.
Le 19 novembre 2024, trois Palestiniens sont tués dans un raid.
L'ONG Médecins sans frontières témoigne également, en juin 2024, « d'attaques incessantes et systématiques contre le personnel de santé ». Des soignants sont menacés, détenus et même visés par des tirs.
Six personnes sont tuées dans un bombardement aérien le 14 janvier 2025.
L'armée israélienne annonce le début d'une offensive d'envergure contre Jénine le 21 janvier 2025. Elle coupe l'électricité et ordonne aux d'habitants de quitter la ville. Le ministre israélien Bezalel Smotrich, considéré comme le gouverneur de facto de la Cisjordanie, précise qu'il s'agit d'une « opération à long terme contre les terroristes et leurs instigateurs, afin de protéger les colonies et les colons et d'assurer la sécurité d'Israël ». Il affirme aussi que « Al-Funduq, Naplouse et Jénine doivent ressembler à Jabaliya », une ville du nord de la bande de Gaza qui a été totalement détruite par l’armée israélienne. Le Haut-Commissariat de l'ONU aux droits de l'homme dénonce, le 24 janvier, l'usage par Israël « de méthodes de guerre » et « le recours illégal à la force létale » à Jénine. L’institution confirme qu’au moins 12 Palestiniens ont été tués et 40 blessés par l'armée israélienne dans cette offensive, et précise que « la plupart d’entre eux n’étant apparemment pas armés ».

#### Expulsion de 2025
À partir de la fin janvier 2025, Israël entame l’expulsion du camp de réfugiés de Jénine.
Un Palestinien de 42 ans, Husseïn Hardan, est tué par un tir israélien dans la matinée du 4 avril 2025.

## Population
La ville compte 39 004 habitants en 2007 et le camp de réfugiés en compte 10 371. En 2001, cette population s'élève à 11 000 personnes. L'agglomération (le district) contient une population de 256 619 habitants en 2007. En 2023, le camp rassemblerait environ 14 000 personnes, selon les données fournies par Le Monde dans son numéro du 4 juillet 2023.
Le camp de Jénine est devenu un faubourg à part entière, dont les habitants aujourd'hui sont parmi les plus pauvres de l'agglomération.

### Évolution de la population

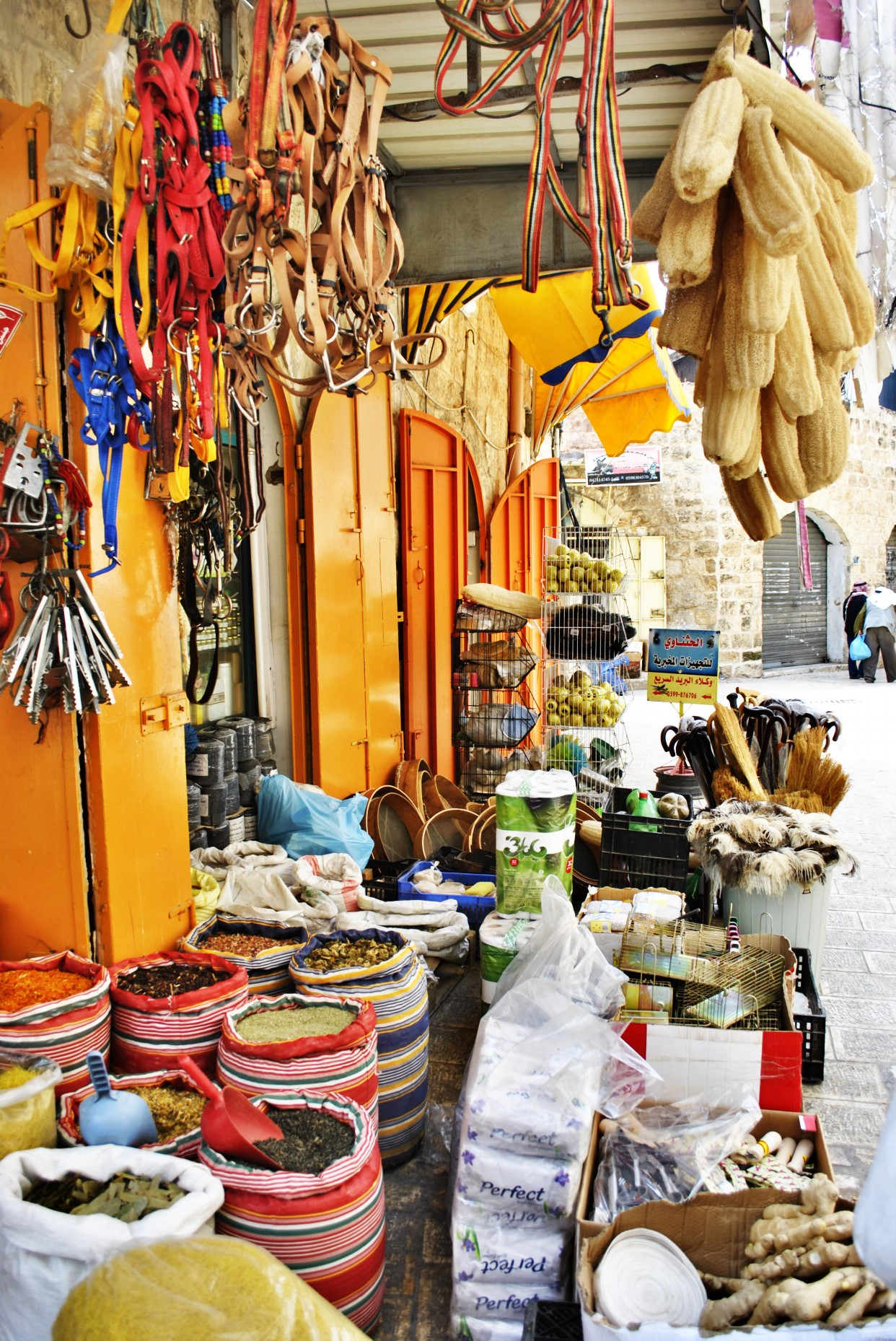
Un bazar à Jénine, en 2013.

| Année | Habitants     | Remarques                                     |
| ----- | ------------- | --------------------------------------------- |
| 1596  | 8 ménages     |                                               |
| 1821  | 1 500 - 2 000 |                                               |
| 1838  | 2 000         |                                               |
| 1870  | 2 000         |                                               |
| 1882  | 3 000         |                                               |
| 1922  | 2 637         | Musulmans, Hindous, chrétiens, Juifs et Sikhs |
| 1931  | 2 700 - 2 800 |                                               |
| 1945  | 2 990         |                                               |
| 1961  | 14 402        |                                               |
| 1997  | 26 681        |                                               |
| 2001  | 11 000        | (camp)                                        |
| 2007  | 39 004        |                                               |

## Religion
La population de Jénine est essentiellement musulmane.
Son plus grand lieu de culte est la mosquée Fatima-Khatoun dite aussi « grande mosquée de Jénine », fondée en 1566.

## Enseignement
- Ecole de filles Fatima-Khatoun
- Université arabe américaine (AAUJ) fondée en l'an 2000

## Culture

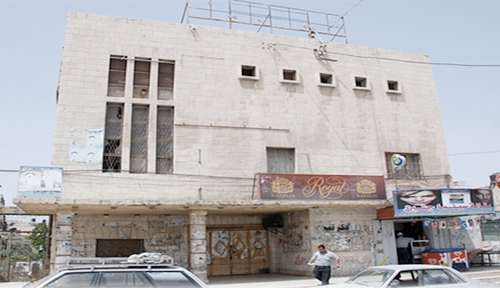
Cinema Jenin, en 2008.

### Cinema Jenin
Construit en 1957, le Cinema Jenin ferme en 1987  après la première Intifada, puis rouvre ses portes en août 2010 grâce aux efforts de l'Allemand Markus Vetter qui avait obtenu le soutien financier ou amical de nombre de célébrités dont Roger Waters des Pink Floyd ou Bianca Jagger, présents à son inauguration. En 2016, le cinéma Jenin ferme définitivement par manque de spectateurs - ce que Markus Vetter attribue  au conservatisme religieux et à la crainte d'une partie de la population de paraître accepter l'occupation du territoire par Israël en se rendant dans ce cinéma.

### The Freedom Theatre

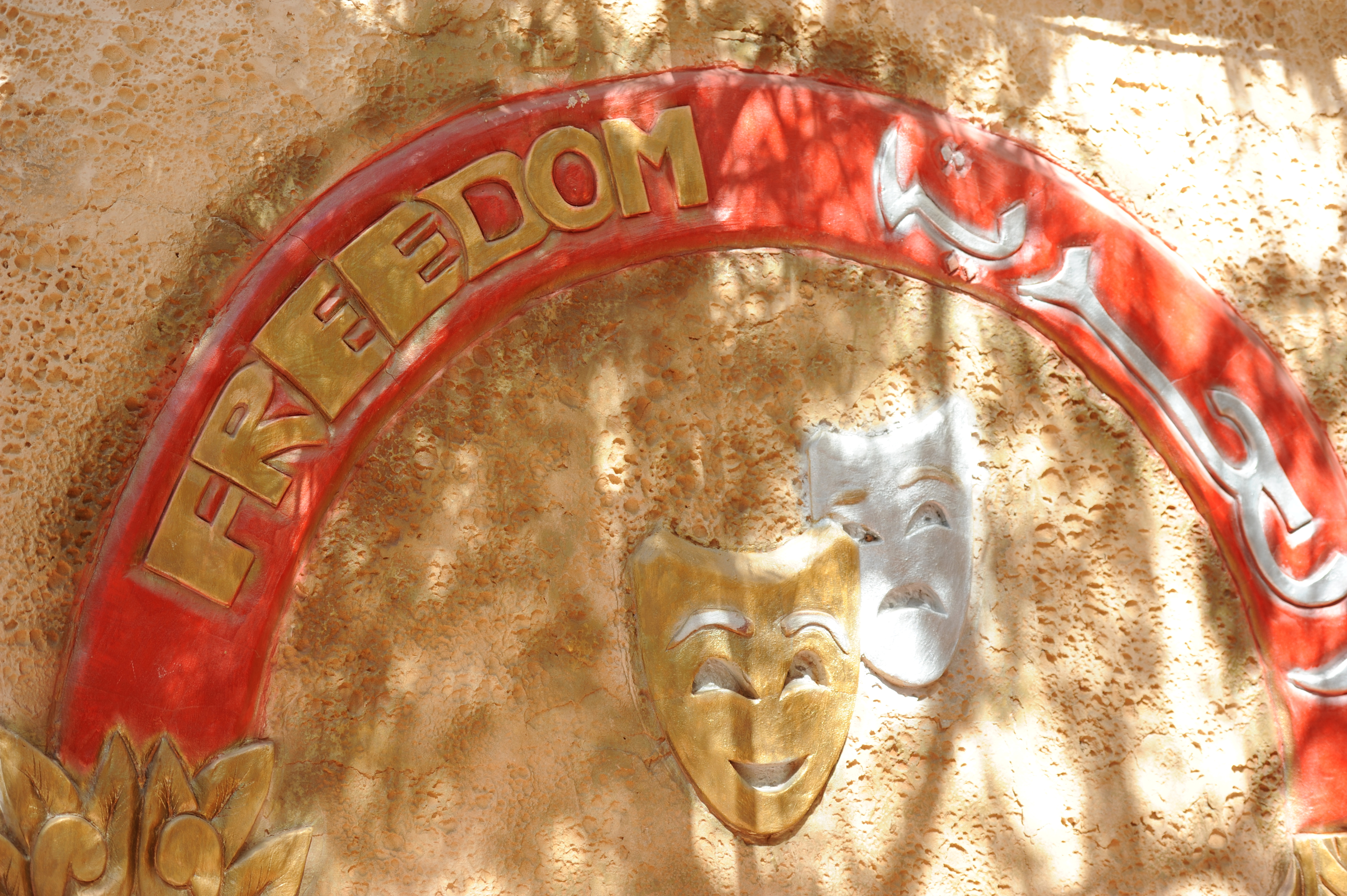
Entrée du Freedom Theatre.

The Freedom Theatre (le théâtre de la Liberté) créé en 2006 avec le soutien de Zakaria Zubeidi (ancien chef militaire des Brigades des martyrs d’Al-Aqsa), Jonatan Stanczak et Dror Feilerest (militant et artiste israélo-suédois), est le fruit du travail du réalisateur Juliano Mer Khamis (1958-2011), arabe par son père Saliba Khamis, et juif par sa mère Arna Mer (1929-1995). Investie toute sa vie dans le combat en faveur de l’égalité des droits des citoyens, particulièrement pour ceux du peuple palestinien, Arna avait créé des centres d'éducation culturelle à Jénine fréquentée par 1 500 enfants, fondé l’organisation « Care and Learning » et y avait fait construire une école de théâtre pour les enfants, financée par le prix Nobel alternatif dont elle est récipiendaire en 1994.
Son fils, Juliano, voulut poursuivre son œuvre éducative et émancipatrice pour les enfants et les adultes de Jénine à travers la création de ce théâtre Freedom qui a été incendié à deux reprises par ses opposants conservateurs. Juliano meurt à Jénine en 2011 mais le coupable court toujours,. Après cet assassinat, le théâtre de la Liberté est dirigé par Jonathan Stanczyk qui lève des fonds et le promeut à l'international.

#### Avant-garde de la résistance palestinienne
Faisant face à une occupation illégale de leurs territoires, à un système d'apartheid et à des raids sanglant de l'armée israélienne contre les groupes armés palestiniens, les habitants de la ville de Jénine, notamment le camp de réfugiés, sont à l'avant-garde de la résistance à travers notamment des brigades des martyrs d'Al-Aqsa, qui est la branche armée du Fatah dirigée par Zachari Zoubeidi,,. Cela ce traduit par des attaques contre des soldats et des colons israéliens. Les autorités d'occupation israéliennes considèrent Jénine comme un site de production de terrorisme, conduisant l'armée israélienne à y mener de fréquentes incursions pour détruire des sites de production d'armes et arrêter des individus accusés d'être membres de groupes armés,.

### Autres
Au début de l'année 2020, une exposition-rencontre intitulée « Vivre dans un camp de réfugiés palestiniens », s'ouvre à l’espace Cosmopolis de Nantes, avec le soutien de l'Association France Palestine Solidarité de Loire-Atlantique.

#### Évasion de 2021
Début septembre 2021, six prisonniers palestiniens originaires de Jénine, précédemment écroués pour des attaques anti-israéliennes ou des responsabilités dans les brigades des martyrs d'Al-Aqsa, s'évadent de la prison israélienne de Gilboa via un tunnel creusé d'une cellule jusqu'à l'extérieur du pénitencier mais les « nouveaux héros de Jénine » sont capturés quelques jours plus tard,.

### Lieux d'intérêt
A Jénine, se trouve l’une des plus anciennes églises de Palestine, un moulin à huile, une entreprise de commerce équitable et un centre de paintball.

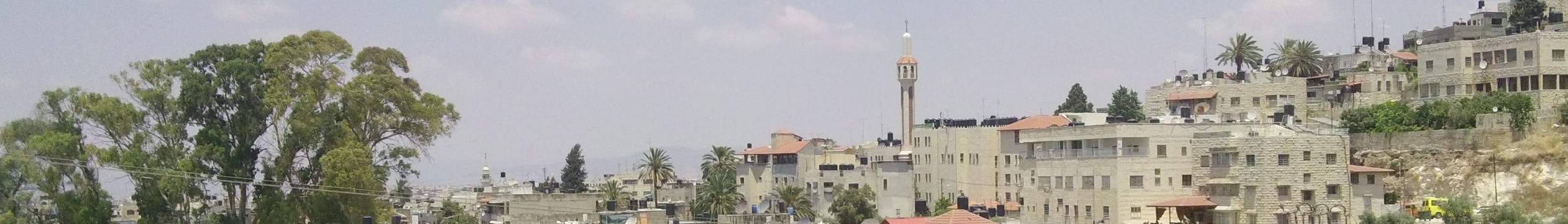
Panorama de la ville.

### Musique
Dans les camps de réfugiés de Jénine, Deir Ghassaneh, Kalandia et Jalazone, en Cisjordanie mais aussi de Chatila et de Bourj el-Barajneh à Beyrouth, l'école de musique de l'association Al Kamandjâti, fondée à Angers en 2002 et installée à Ramallah en 2008 par Ramzi Aburedwan, forme des apprentis interprètes. Plus de 150 élèves s'inscrivent chaque année aux cours de théorie de la musique et d’apprentissage d'un ou plusieurs instruments. L'association fournit instruments, pupitres et partitions. Les cours sont assurés par des musiciens étrangers comme ceux de l'Orchestre arabo-andalou d'Anjou, de l'Orchestre de chambre de Paris ou comme le chef Diego Masson qui encadrent les jeunes bénévolement. Des concerts sont organisés en Cisjordanie mais parfois aussi en Israël, souvent annulés en raison des conflits,.